# Illes Ninigo
Les illes Ninigo són un grup d'atols illes de les illes Occidentals de l'arxipèlag de Bismarck, a Papua Nova Guinea. Administrativament pertanyen a la província de Manus. El grup està format per tres grans atols: Ninigo, d'uns 34 km de llargada i 18 km d'amplada; Pelleluhu, de 9 km de llarg i 8 km d'amplada; i Heina, i cinc atols més petits, Liot', Sama, Sumusama, Awin i Manu.

## Història
Els primers pobladors de les illes Nínigo van ser els melanesis. Posteriorment les illes van ser poblades per polinesis i controlades pels alemanys. Aquestes illes pertanyen a la Paramicronèsia.
El primer albirament per part dels europeus el va fer l'explorador i navegant castellà Iñigo Órtiz de Retes el 27 de juliol de 1545 quan a bord de la carraca San Juan va intentava tornar de Tidore cap a Nova Espanya. Les va anomenar La Barbada.